# Alaskan malamute

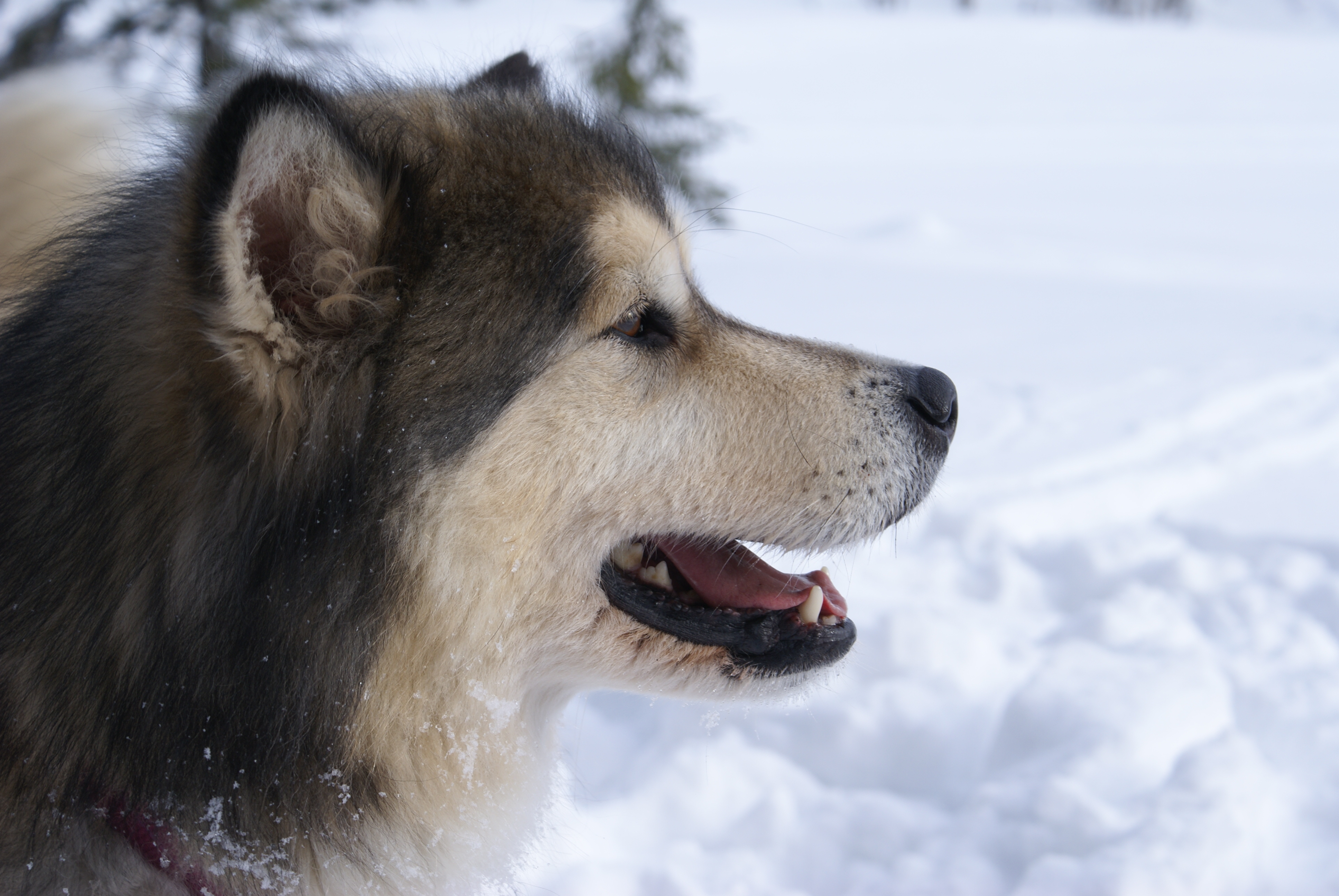
Głowa psa rasy alaskan malamute

Alaskan malamute – rasa psa zaprzęgowego w typie szpica, zaliczana do ras pierwotnych. Jest to jedna z najstarszych ras arktycznych używanych do ciągnięcia sań i przenoszenia ładunków, typu wilkowatego.

## Rys historyczny
Nazwa rasy jest znana z zapisków pierwszych północnoamerykańskich osadników. Pochodzi od plemienia Malemutów, żyjącego na wyżynach zachodniej Alaski. Pierwotnie były hodowane jako psy pociągowe – sleddog. Aby je powiększyć, rodzime psy prawdopodobnie były krzyżowane z większymi psami osadników przybyłych w czasie gorączki złota, dzięki czemu można było pozyskać psy do uciągu dużych ładunków. Pierwotne psy rasy alaskan malamute prawie wyginęły. W 1926 roku w Stanach Zjednoczonych podjęto działania zmierzające do zachowania czystości krwi tej rasy. Badania DNA potwierdzają, iż jest to jedna z najstarszych ras. Psy rasy alaskan malamute prawie nie zmieniły swojego wyglądu i charakteru.

## Klasyfikacja FCI
W klasyfikacji FCI rasa została zaliczona do grupy 5 (Szpice i psy ras pierwotnych), sekcja 1 (Nordyckie psy zaprzęgowe). Nie podlega próbom pracy.
Pożądane gabaryty (wysokość w kłębie i masa ciała): psy 63,5 cm / 38 kg; suki 58,5 cm / 34 kg.

## Wygląd

### Budowa
Zwarta (kompaktowa); mocny kościec.
Głowa i czaszka
Głowa jest szeroka i mocna szczególnie w porównaniu z innymi rasami prymitywnymi, ale powinna być proporcjonalna w stosunku do tułowia. Czaszka między uszami jest szeroka, stopniowo zwężająca się w kierunku oczu. Między uszami powierzchnia czaszki umiarkowanie zaokrąglona, wysklepienie czaszki zmniejsza się w kierunku oczu, ale dochodzi aż do policzków, które pozostają płaskie. Lekko zaznaczona bruzda między oczami. Linie czaszki i kufy równoległe, z jedynie niewielkim przełomem w miejscu połączenia.
Kufa
Kufa mocna, bardzo lekko zwężająca się w kierunku nosa, głęboka. Kufa powinna być duża, ale nie za szeroka, proporcjonalna do wielkości czaszki, ze ściśle przylegającymi wargami. Wargi, obwódki oczu i nos czarne (z wyjątkiem osobników rudych), dopuszczalny jest tzw. „śnieżny nos” z pionowym cielistym prążkiem. Szczęka i żuchwa – mocne z dużymi zębami.
Uzębienie
Zgryz nożycowy.
Oczy
Brązowe, w kształcie migdała, średniej wielkości, osadzone skośnie. Preferowane są ciemne oczy. Niebieskie oczy są wadą dyskwalifikującą.
Uszy
Uszy średniej wielkości, stojące. Małżowiny mają trójkątny kształt, lekko zaokrąglone na czubkach. Osadzone są dość szeroko na brzegach czaszki. Dolna część ucha powinna łączyć się z czaszką na linii wewnętrznych kącików oczu, przez co uniesione uszy sprawiają wrażenie nieco odstających na boki. Uszy skierowane do przodu, gdy pies jest czymś zainteresowany nachylone lekko do przodu; gdy pies pracuje może uszy składać do tyłu na czaszce.
Szyja
Szyja powinna być mocna, średnio wysklepiona, umiarkowanie łukowata.
Łopatki i kończyny przednie
Łopatki średnio skośne, kończyny przednie o mocnej kości, umięśnione, proste aż do nadgarstków, które są krótkie i mocne, nieznacznie ukośne gdy patrzymy z profilu. Kończyny są silne.
Kończyny tylne
Szerokie i silnie umięśnione. Kolana umiarkowanie ukątowane, stawy skokowe mocne i szerokie, umiarkowanie ukątowane, w ruchu poruszają się w tej samej linii co kończyny przednie, nie za szeroko, ani nie za wąsko. Wilcze pazury na tylnych kończynach są niepożądane i usuwa się je zaraz po urodzeniu.
Łapy
Wytrzymałe oraz zwarte, o dobrze wykształconych poduszkach, grubych i twardych. Porośnięte ochronnym włosem pomiędzy palcami. Pazury są twarde i bardzo mocne.
Tułów
Klatka piersiowa powinna być mocna i głęboka, tułów mocny, zwarty, ale nie nazbyt krótki. Stopy duże, zwarte, głębokie, o mocnych poduszkach, dostosowane do pokonywania ogromnych przestrzeni po śniegu.
Grzbiet
Grzbiet powinien być prosty i lekko opadający w kierunku bioder.
Lędźwie
Lędźwie mocno umięśnione, niezbyt krótkie gdyż miałoby to negatywny wpływ na swobodę ruchu.
Ogon
Średnio wysoko osadzony "wychodzący" bezpośrednio z linii grzbietu, obficie owłosiony i sierpowato noszony nad grzbietem. Nie jest ciasno zwinięty, przełamany ani zwisający z boku tułowia czy leżący na grzbiecie.

### Szata i umaszczenie
- Szata jest gęsta, z grubym podszerstkiem, nieco bardziej szorstka i dłuższa niż u husky syberyjskiego.
- Umaszczenie występuje w odcieniach szarego i białego, sobolowo-białego, czarno-białego, wilczasto-białego, czerwono-białego albo czysto białego.

## Zachowanie i charakter
Mają opinię przyjacielskich wobec ludzi, jednak maszerzy często mają kłopoty z ich gotowością do bójek z innymi psami, psy te często przejawiają też tendencje do polowania. Lubią dzieci oraz są życzliwe w stosunku do obcych. Posiadają silne poczucie hierarchii w stadzie i związane z tym skłonności do prób dominacji członków rodziny. Są psami przystosowanymi do niskich temperatur i ciągłej pracy, potrzebują odpowiedniego zajęcia w postaci np. zawodów z odpowiednio ciężkim uciągiem, biegania przy rowerze lub regularnych bardzo długich spacerów. Nie znoszą samotności i bezczynności. Zostawione same sobie szukają sobie zajęcie za ogrodzeniem, niszczą i kopią doły. Alaskan to pies niezależny i uparty, tresura tej rasy jest bardzo ciężka. Wrodzony instynkt nakazuje im być na przodzie, dlatego ciągną na spacerach. Alaskan malamute jest dobrą rasa dla osób, które prowadzą aktywny tryb życia i są w stanie poświęcić mu dużo czasu.

## Użytkowość
Chociaż używane są jeszcze jako psy pociągowe (głównie dla rekreacji i w sportach zaprzęgowych), najczęściej utrzymywane są dzisiaj jako psy rodzinne oraz reprezentacyjne. Nie spełniają się jako psy stróżujące.
Najlepiej jeśli pies ma okazję brać udział w psich sportach tj.: wyścigi zaprzęgów (sanie i wózki), uciągi (weight pulling), skijoring lub skijöring (pies ciągnący człowieka na nartach), canicross (bieg z psem), dogtrekking (bieg na orientację z psem), bikejoring (pies ciągnący człowieka na rowerze), zawody psów jucznych.
Rasa ta stworzona została do ciągnięcia dużych ładunków z niewielką prędkością, dlatego też nie jest predestynowana do udziału w wyścigach. W zaprzęgu nie nadają się do biegów sprinterskich, znacznie lepiej sprawdzają się na długich dystansach. Dość licznie biorą udział w wielkich światowych wyścigach psich zaprzęgów takich jak: Iditarod, La Pirena, Alpentrail, Yukon Quest, Femundslopet, Copper Basin 300, Klondike Sled Dog Race, Finnmarkslopet, La Grande Odyssée, Nordic Open.
Specjalnością psów tej rasy, nazywanych „lokomotywami północy” są jednak próby uciągu, czyli konkurencja wymagająca nie szybkości, lecz siły i doskonałej techniki ciągnięcia. Rekordowy uciąg jednego psa (pies Bering, wł. Katerina Trnena, Czechy) na zawodach na terenie Polski to 4900 kg. Zawody te organizowane są na dystansie 30 m, z wózkiem na szynach załadowanym najczęściej klocami z ołowiu.

## Zdrowie i pielęgnacja
Choroby stosunkowo często występujące u tej rasy to dysplazja stawów biodrowych, dziedziczna polineuropatia, częste u ras północnych problemy z oczami (zwłaszcza katarakta, PPM, distichiasis).
Gęsta sierść czyni psy tej rasy wrażliwymi na upały. Potrzebują w upalne dni więcej wody niż psy innych ras oraz możliwości schronienia się w cieniu. W czasie linienia istnieje potrzeba częstszego wyczesywania martwego włosa (podszerstka) gęstym grzebieniem. Wymaga codziennego zaspokojenia swoich dużych potrzeb ruchowych na świeżym powietrzu.